# Acronicta albistigma
Acronicta albistigma är en fjärilsart som beskrevs av George Francis Hampson 1909. Acronicta albistigma ingår i släktet Acronicta och familjen nattflyn. Inga underarter finns listade i Catalogue of Life.